# Axius Valles
Axius Valles és una formació geològica de tipus vallis a la superfície de Mart, localitzada amb el sistema de coordenades planetocèntriques a -51.03 ° latitud N i 74.77 ° longitud E, que fa 435.95 km de diàmetre. El nom va ser aprovat per la UAI l'any 1979 i fa referència a una característica d'albedo que pren el nom del riu Vàrdar de Macedònia del Nord i Grècia.